# زمن الجرائم (فلم)
جرائم زمنية (بالإنجليزية: Timecrimes) هو فيلم إسباني أصدر سنة 2007 يندرج ضمن أفلام الرعب والغموض و الخيال العلمي للمخرج الإسباني Nacho Vigalondo

## القصة
تدور قصة الفيلم حول رجل متزوج يكتشف أن بجوار منزله ألة زمنية تعود إلى أحد الباحثين ولكن سرعان ما يكتشف أن حياته تتعرض لمجموعة من الأحداث الغير المفهومة فيقوم بالتحقيق فيها ومحاولة فهمها.

## الميزانية والإيرادات
بلغت تكلفة إنتاج الفيلم حوالي 2,600,000 دولار بينما حقق إيرادات تقدر ب 553,198 دولار.

## عن الفيلم
حصل الفيلم على تقييم 7/2 على موقع IMDB وعلى موقع طماطم فاسدة حاز على نسبة : 88/100 

## وصلات خارجية
- مقالات تستعمل روابط فنية بلا صلة مع ويكي بيانات